# Воскеат (Араґацотн)
Воскеат (вірм. Ոսկեհատ) — село в марзі Арагацотн, на заході Вірменії. Село розташоване за 11 км на північний захід від міста Аштарак. За 2 км на схід від села розташоване село Воскеваз, за 3 км на південь село Лернамерц сусіднього марза (області) Армавір, із заходу розташована вершина, заввишки 1195,3 м, а за 4 км на північ розташоване село Агарак. У селі є останки церкви XIV століття. У селі народився видатний вірменський військовий діяч — Мелоян Андранік Размікович.